# Francesco Romano
Francesco Romano (Saviano, Nápoles, Italia, 25 de abril de 1960) es un exfutbolista y agente italiano.

## Trayectoria
Nacido cerca de Nápoles, de pequeño se mudó con su familia a Reggio Emilia. Se formó en la cantera del club de esta ciudad, la Reggiana, debutando en el primer equipo a los 17 años de edad, en Serie C.
En 1979 fue contratado por el Milan, donde jugó cuatro temporadas. Sin embargo, después de una grave lesión, no encontró más espacio en el once milanista y fue cedido al Triestina, con el que rozó el ascenso a la Serie A.
En el octubre de 1986 el técnico del Napoli, Ottavio Bianchi, fichó a Romano para fortalecer su mediocampo; el futbolista de Saviano recompensó la confianza, siendo determinante para la conquista del Scudetto (1986/87). Diego Maradona le dio el apodo de "la Tota", siendo Romano tan ordenado en el mediocampo como su madre en casa (de hecho la madre del campeón argentino era apodada Doña Tota).
En 1989 fue transferido al Torino por dos temporadas; sucesivamente pasó al Venezia y en 1993 volvió al Triestina. Concluyó su carrera en las filas del Palazzolo.

## Selección nacional
Ha sido internacional dos veces con las Selección Sub-21 de Italia contra Escocia y Grecia. Fue convocado por Azeglio Vicini para la Eurocopa 1988 en Alemania, aunque nunca fue utilizado.

### Participaciones en Eurocopas
| Eurocopa      | Sede                          | Resultado |
| ------------- | ----------------------------- | --------- |
| Eurocopa 1988 | República Democrática Alemana | Semifinal |

## Clubes
| Club                | País   | Año       |
| ------------------- | ------ | --------- |
| AC Reggiana         | Italia | 1977-1979 |
| AC Milan            | Italia | 1979-1983 |
| US Triestina Calcio | Italia | 1983-1986 |
| SSC Napoli          | Italia | 1986-1989 |
| Torino Calcio       | Italia | 1989-1991 |
| AC Venezia          | Italia | 1991-1993 |
| US Triestina Calcio | Italia | 1993-1994 |
| AC Palazzolo        | Italia | 1994-1995 |

## Palmarés

### Campeonatos nacionales
| Título                    | Club                | País   | Año     |
| ------------------------- | ------------------- | ------ | ------- |
| Serie B                   | AC Milan            | Italia | 1980-81 |
| Serie B                   | AC Milan            | Italia | 1982-83 |
| Serie A                   | SSC Napoli          | Italia | 1986-87 |
| Copa de Italia            | SSC Napoli          | Italia | 1986-87 |
| Serie B                   | AC Milan            | Italia | 1989-90 |
| Copa de Italia de Serie C | US Triestina Calcio | Italia | 1993-94 |

### Copas internacionales
| Título          | Club          | País   | Año     |
| --------------- | ------------- | ------ | ------- |
| Copa Mitropa    | AC Milan      | Italia | 1982    |
| Copa de la UEFA | SSC Napoli    | Italia | 1988-89 |
| Copa Mitropa    | Torino Calcio | Italia | 1991    |